# میکی میزونو
میکی میزونو (انگلیسی: Miki Mizuno؛ زادهٔ ۲۸ ژوئن ۱۹۷۴) یک هنرپیشه اهل ژاپن است.